# Romoșel, Hunedoara
Romoșel (în dialectul săsesc Rumes, Klîrumes, în germană Klein-Rumesch, Klein-Rumeß, Kleinrumes, Klein-Remesch, Klein-Romos, în maghiară Romoszhely, Romoshely) este un sat în comuna Romos din județul Hunedoara, Transilvania, România.

## Istoric
Prima atestare documentară este din anul 1493: villa Romaschel.

## Lăcașuri de cult
În mijlocul satului Romoșel se înalță un edificiu de mari dimensiuni, straniu din punct de vedere planimetric prin amplasarea turnului masiv (adosat în 1882), cu un coif amplu, în fața altarului; în rest, se întâlnește compartimentarea clasică, anume o absidă rectangulară decroșată, un naos trinavat amplu și un pronaos tăvănit. Cele două intrări, amplasate pe laturile de sud și de vest, sunt precedate de pridvoare de zid închise, construite în anul 1927.

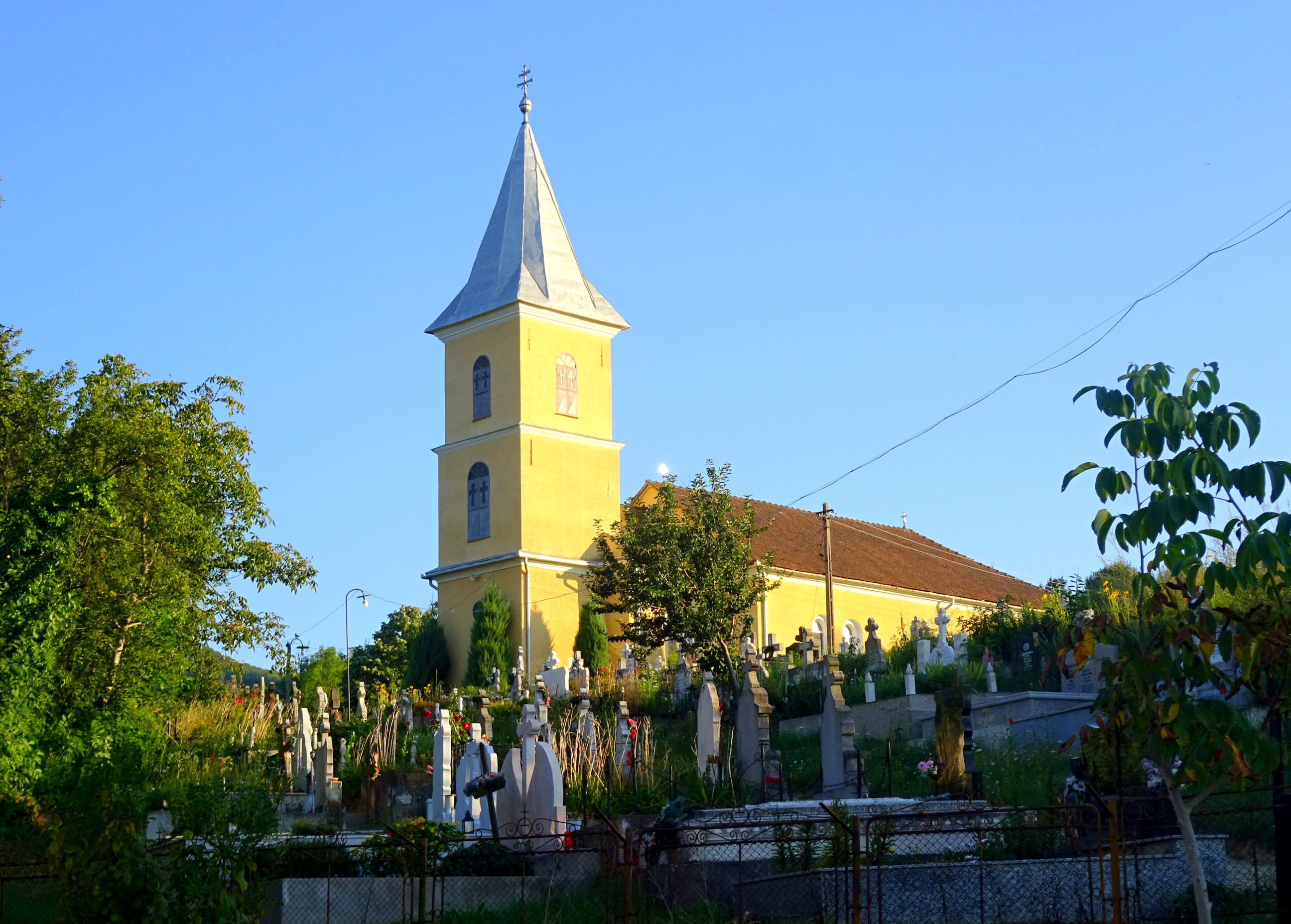
Biserica ortodoxă „Pogorârea Sfântului Duh” din satul Romoșel

Biserica, închinată praznicului „Pogorârii Sfântului Duh”, a fost ridicată în 1847, în timpul păstoririi preoților Avram Nasta și Ioan Drăgan, fiind târnosită de marele ierarh ardelean Andrei Șaguna. Edificiul a fost supus, în timp, mai multor reparații; cele mai importante s-au desfășurat în anii 1890 (repararea acoperișului și schimbarea poditurii), 1927 (retencuirea exteriorului, schimbarea țiglei și văruirea pereților), 1934-1935 (repararea clopotniței și a acoperișului), 1965 (schimbarea învelitorii de tablă zincată a turnului), 1968 (reparație generală), 1984 (retencuire exterioară) și 2005 (înlocuirea vechii tâmple cu cea actuală, sculptată de meșterul nemțean Vasile Gaman și înzestrată cu icoane executate de pictorul Mihai Minescu din Orăștie). Lăcașul, împodobit iconografic în 1968 de Iulian Toader din Arad, ajutat de Ioan Totorean și Ladislau Lucaci, a fost sfințit în același an, la 5 octombrie; resfințirea s-a făcut la 18 mai 2008.
Biserica actuală a înlocuit o ctitorie obștească de lemn din secolul al XVIII-lea, amplasată la circa 200 de metri spre nord de cea actuală; este consemnată pe harta iosefină a Transilvaniei (1769-1773) și în tabelele comisiilor de conscriere din anii 1805 și 1829-1831.

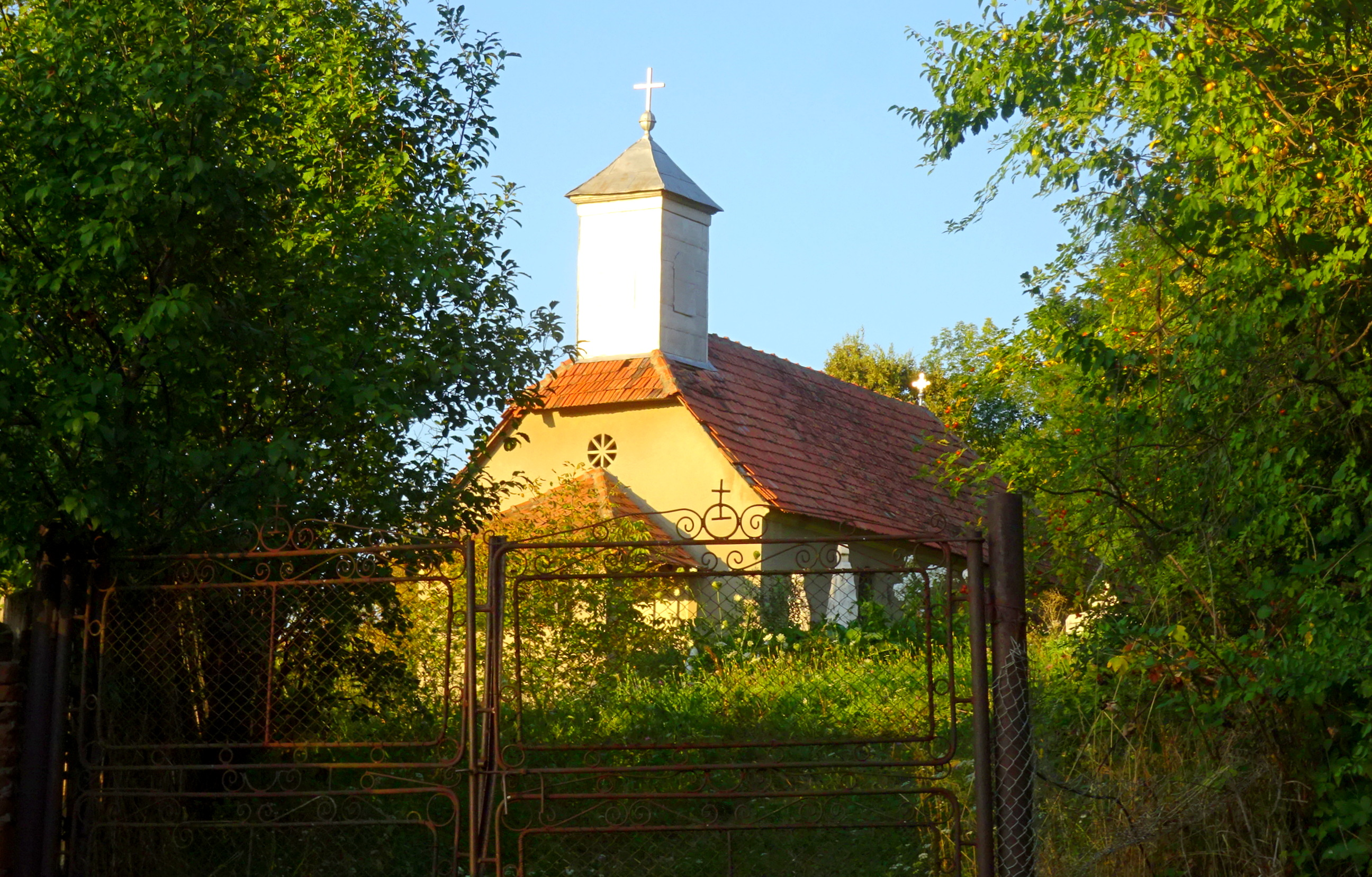
Biserica greco-catolică „Adormirea Maicii Domnului” din satul Romoșel

Obștea locală unită a fost deservită liturgic, până în 1948, de un lăcaș de cult propriu, închinat, deopotrivă, praznicului „Adormirii Maicii Domnului” și „Sfinților Apostoli Petru și Pavel”; a fost construit în anul 1839, în timpul păstoririi preotului Vasile Ciutrilă.
Este un edificiu de plan dreptunghiular, cu absida rectangulară nedecroșată, prevăzut, în dreptul unicei intrări apusene, cu un mic pridvor de zid deschis. Deasupra pronaosului se înalță un turn-clopotniță miniatural, învelit în tablă; la acoperirea bisericiii s-a utilizat țigla. Interiorul a rămas nepictat. Lăcașul, renovat în 1912, 1957 și 1989, a înlocuit o bisericuță ortodoxă de zid, ctitorită în 1684; înstrăinată în prima jumătate a secolului al XVIII-lea, aceasta figurează în tabelele recensămintelor ecleziastice din anii 1733, 1750, 1761-1762 și 1829-1831.

## Imagini

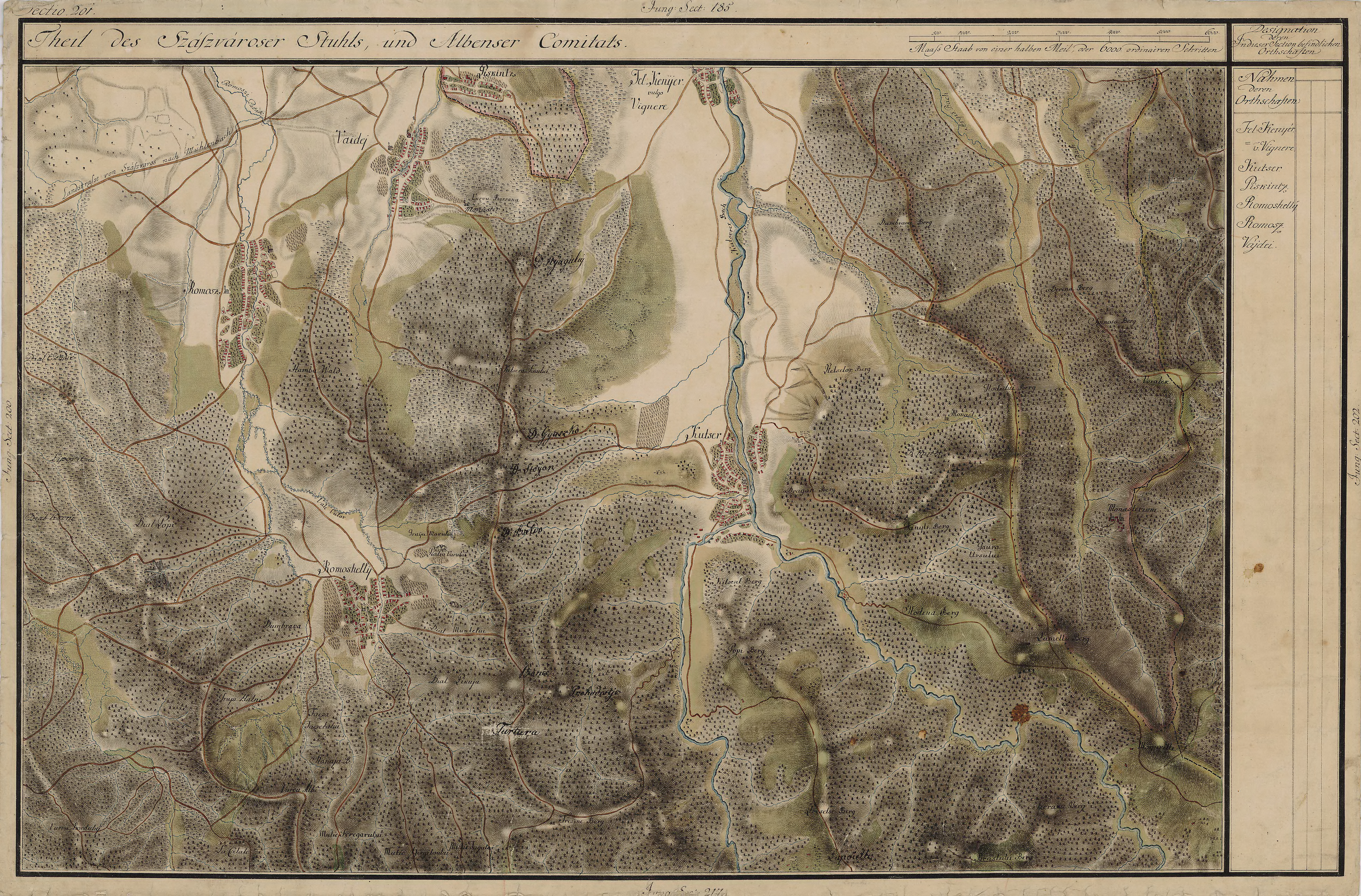
Romoșel în Harta Iosefină a Transilvaniei, 1769-1773
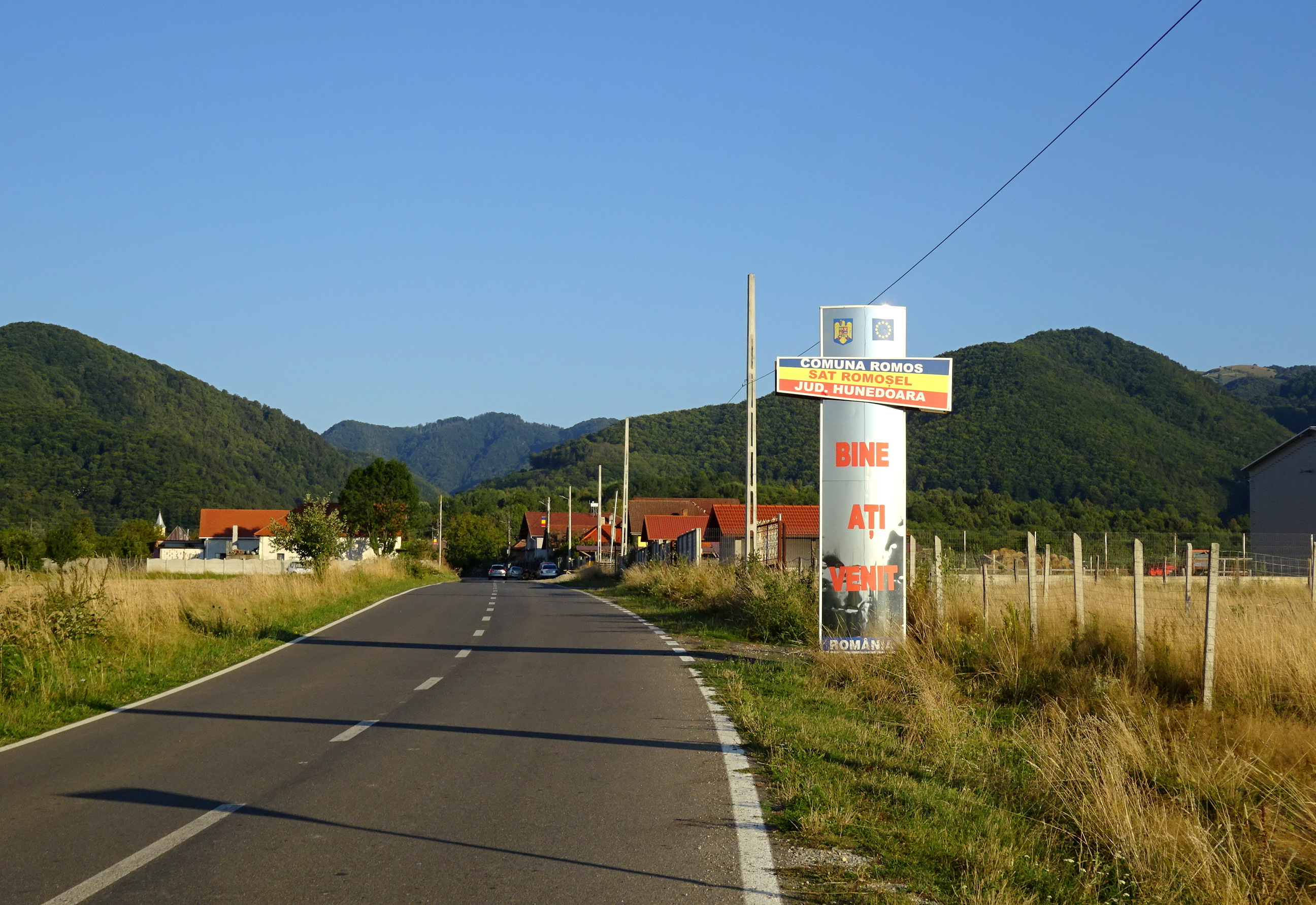
Intrarea în localitate
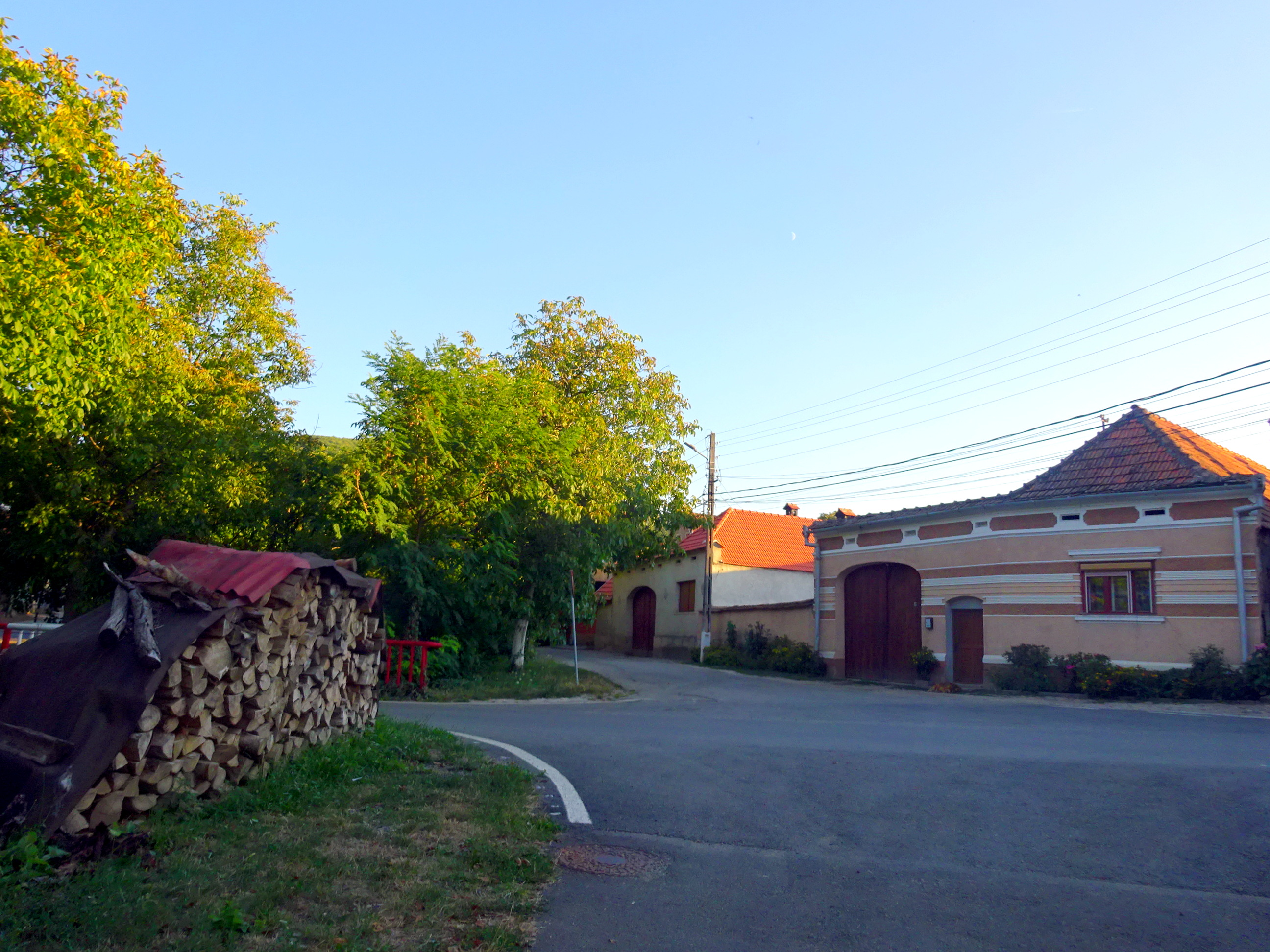
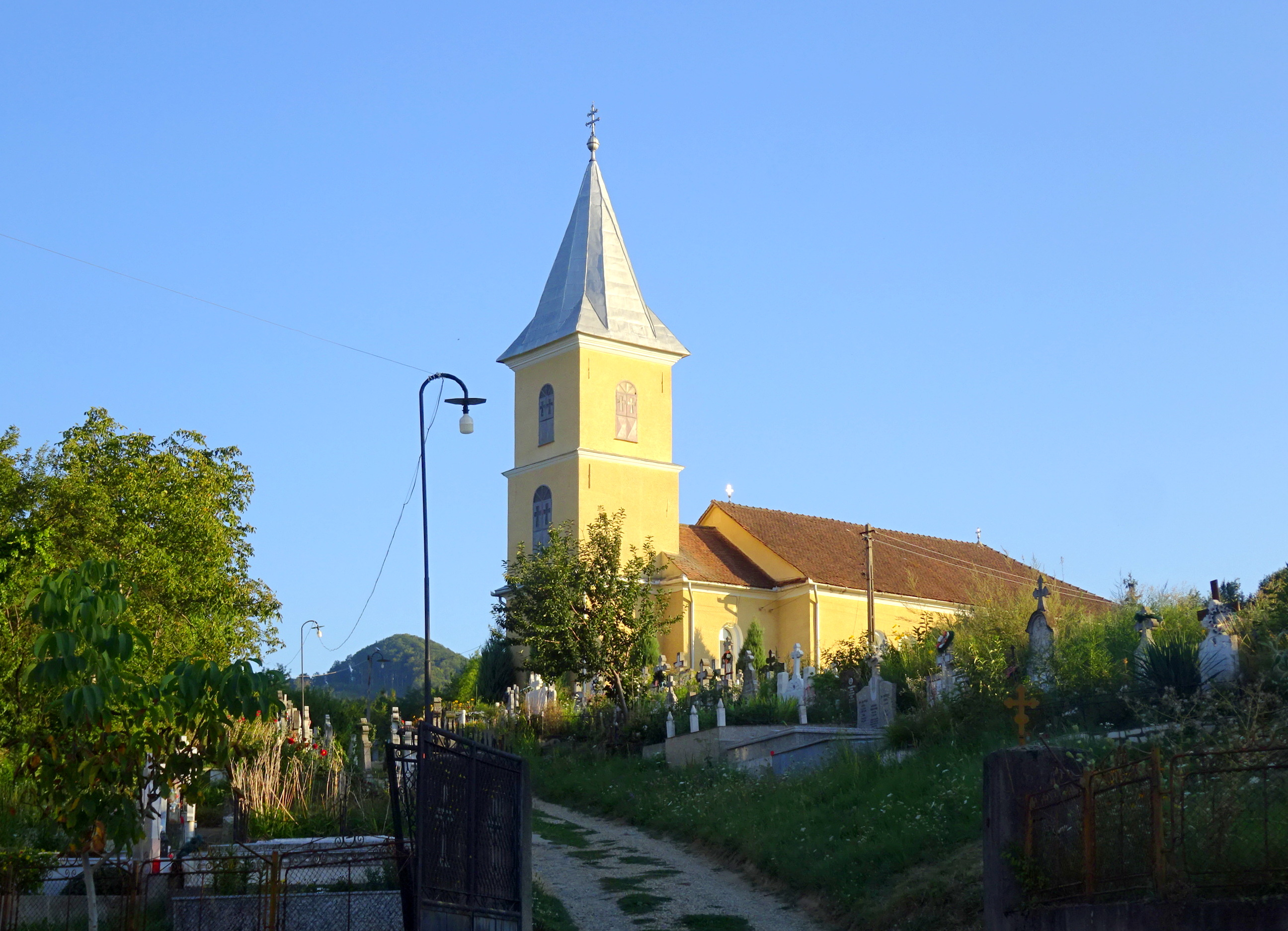
Biserica ortodoxă „Pogorârea Sfântului Duh” din Romoșel (1847)
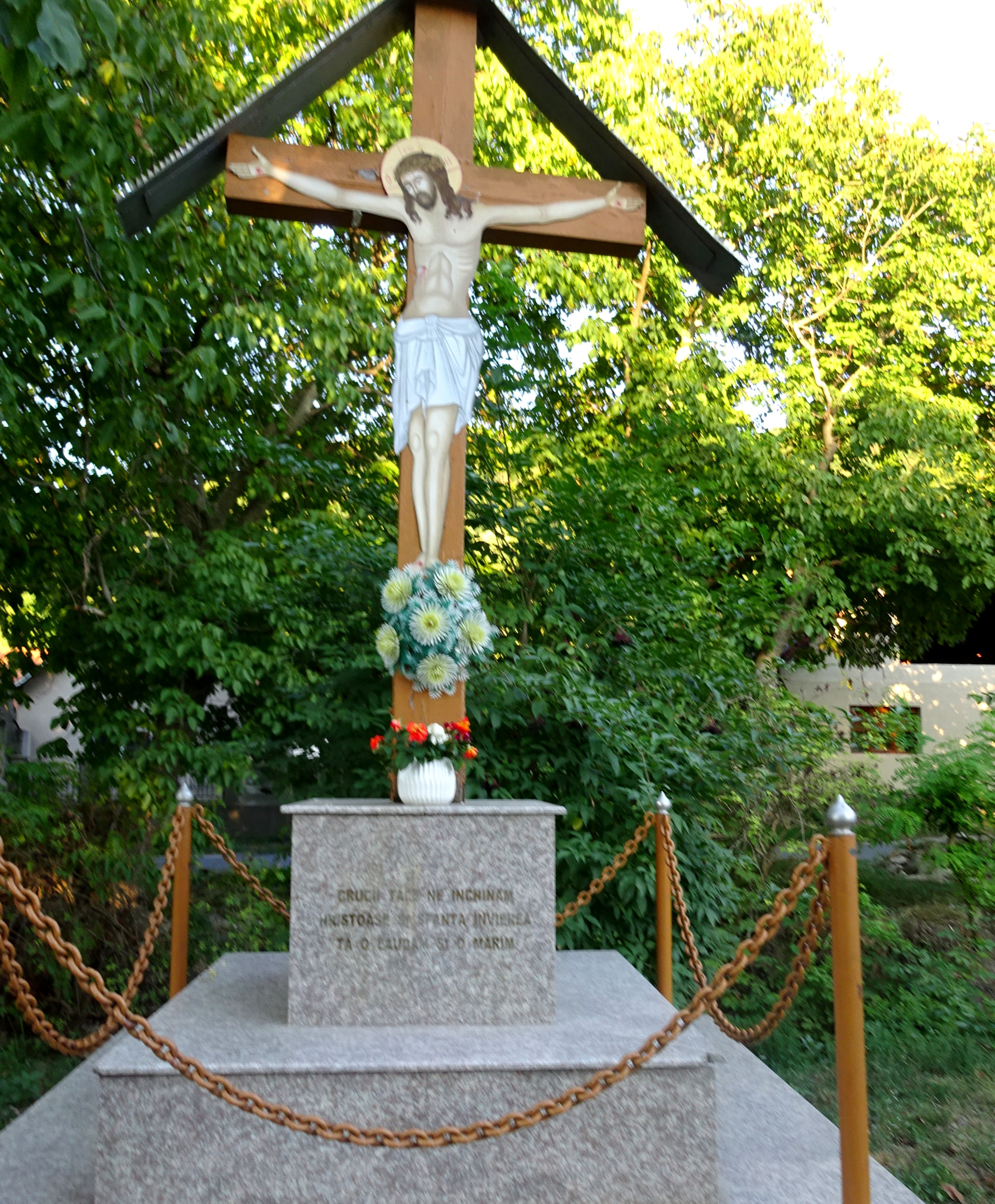
Troița
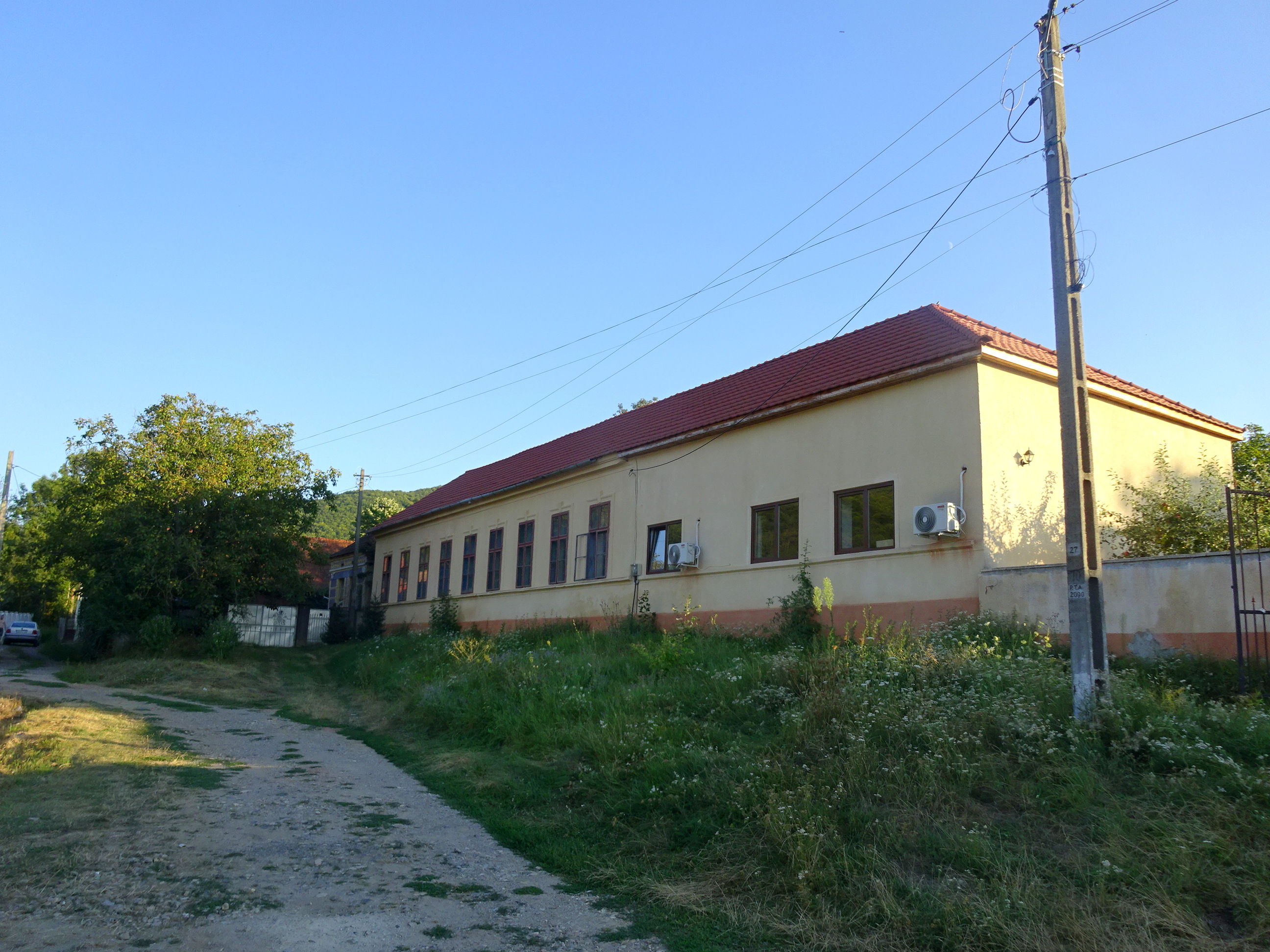
Școala
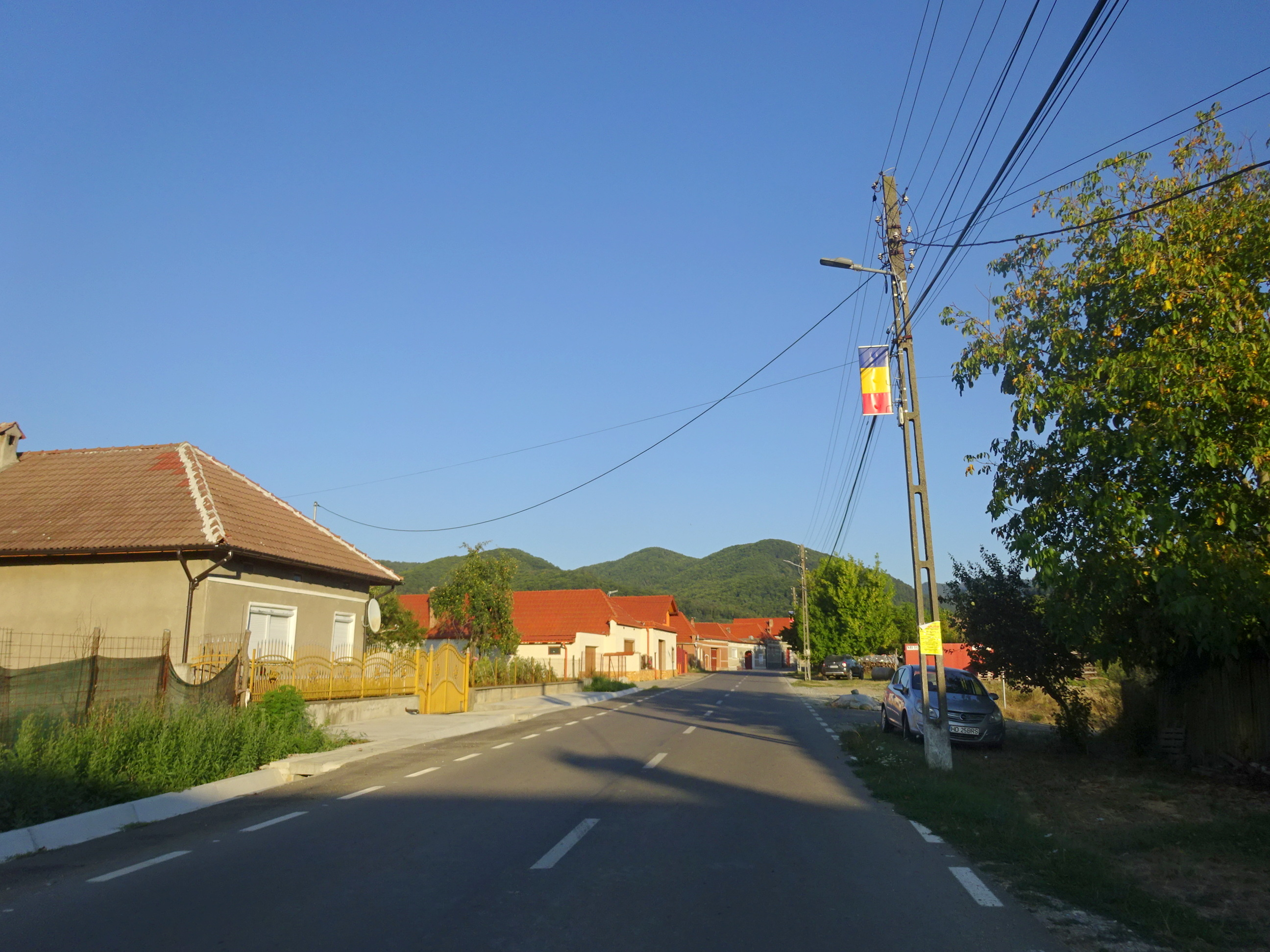
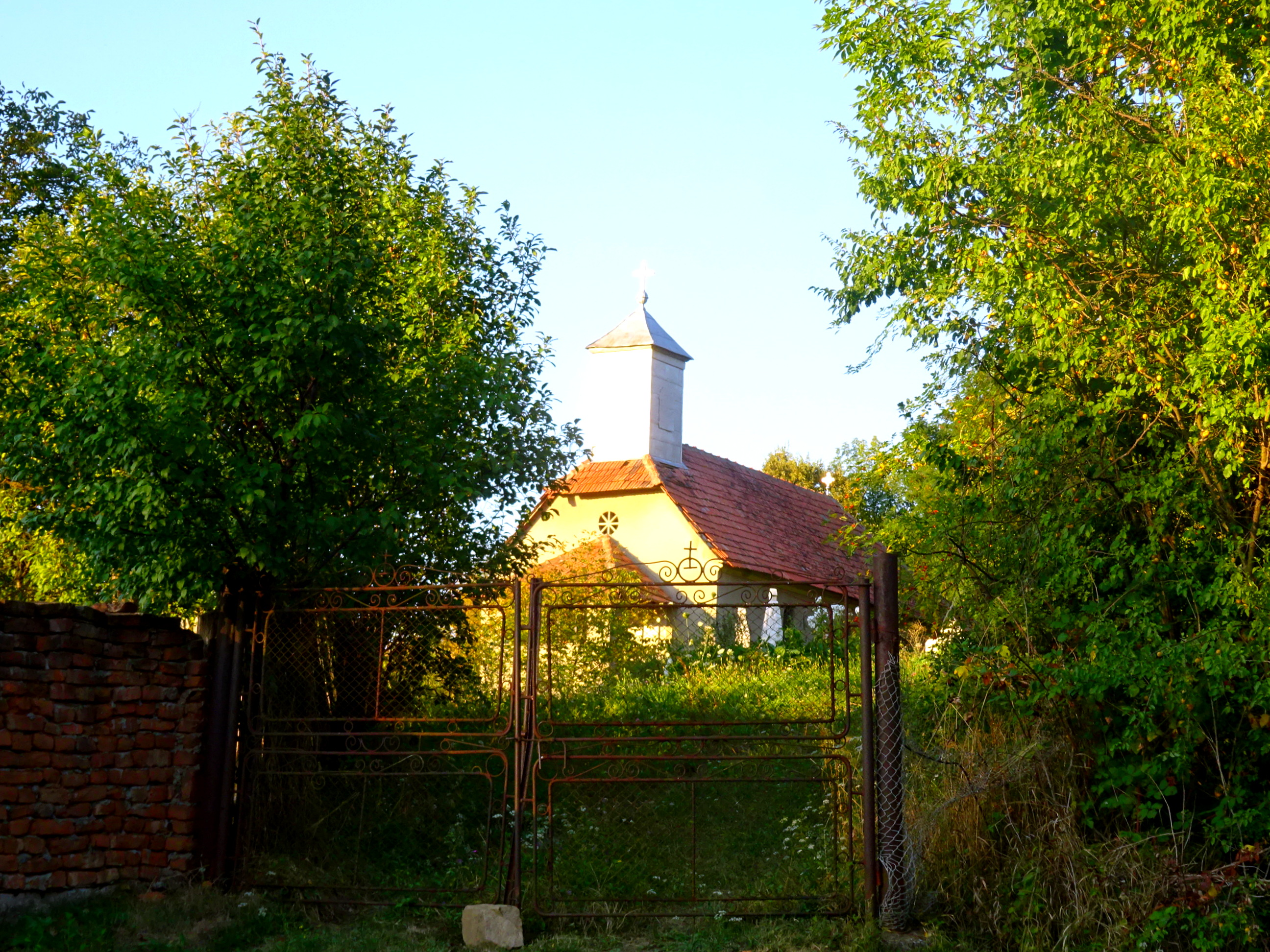
Biserica greco-catolică „Adormirea Maicii Domnului” din satul Romoșel (1839)
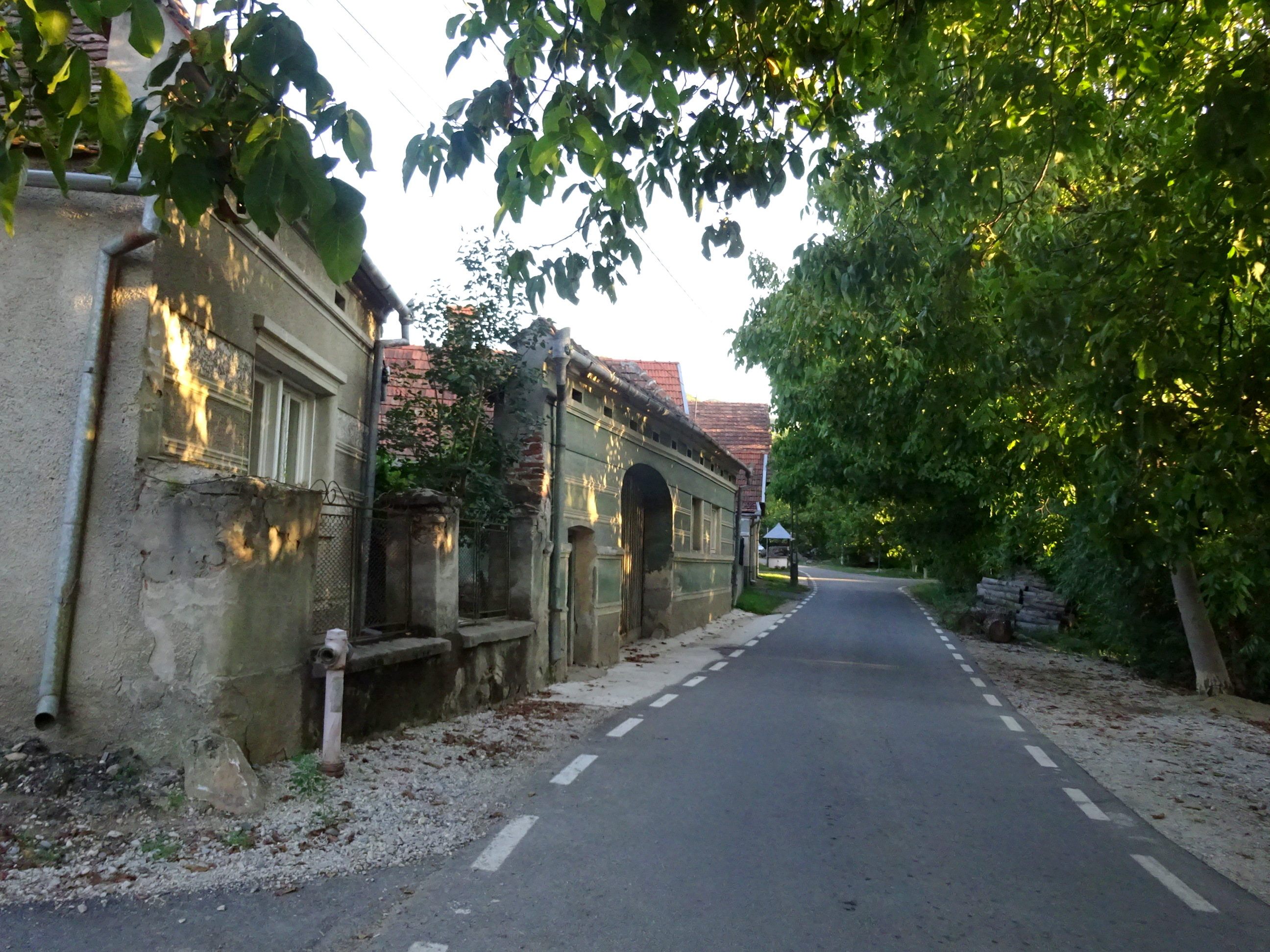
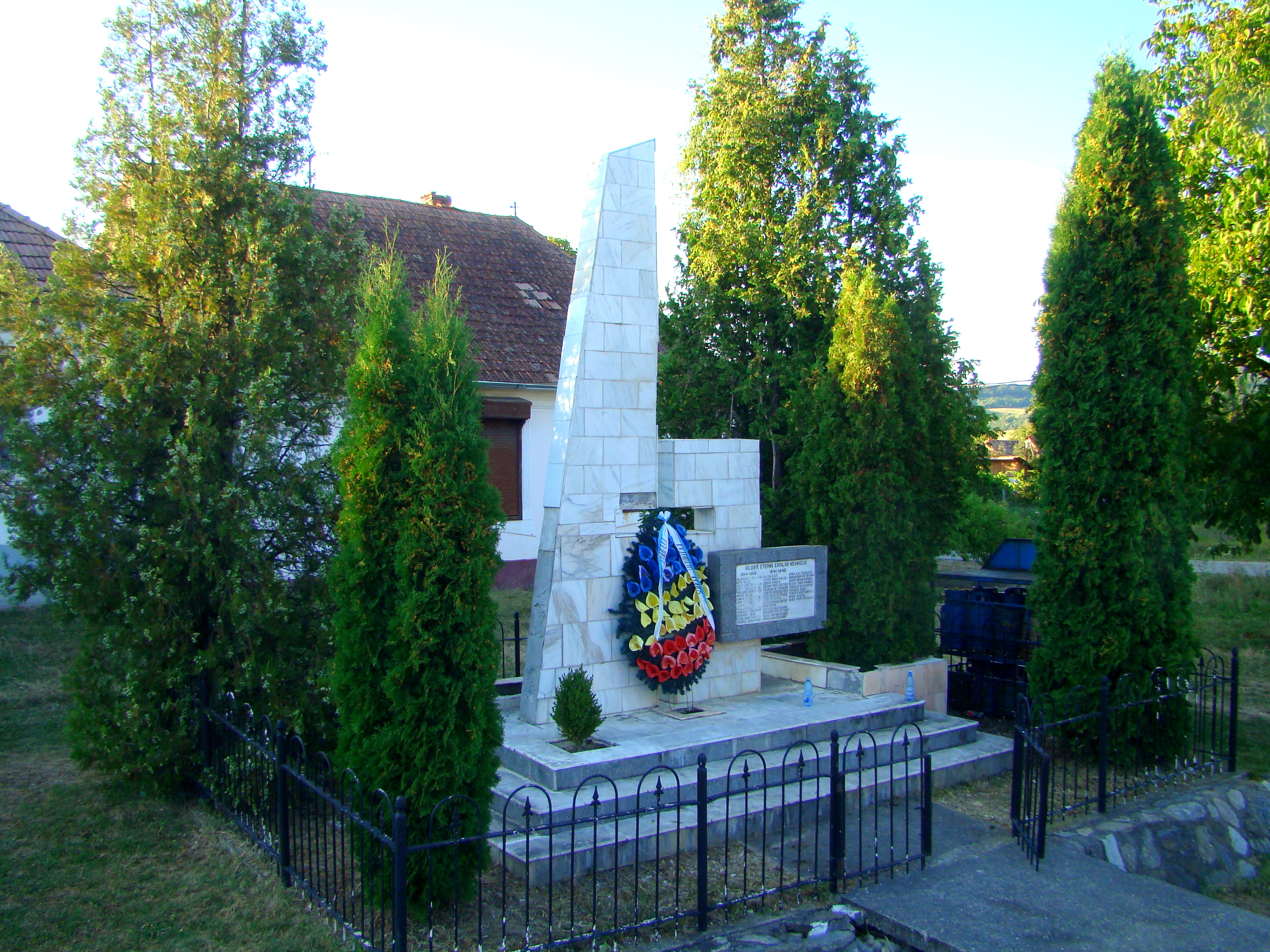
Monumentul eroilor din Romoșel
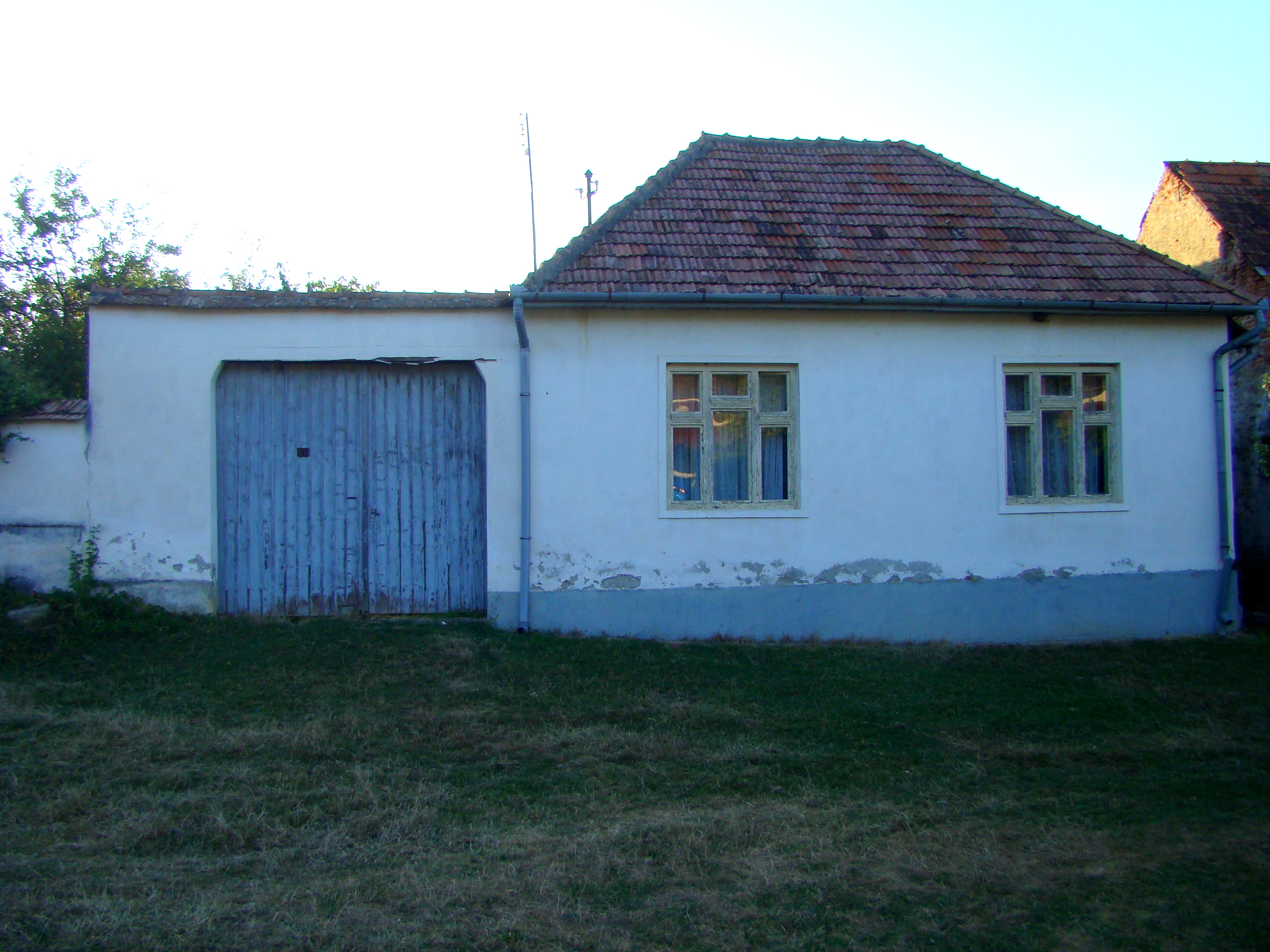
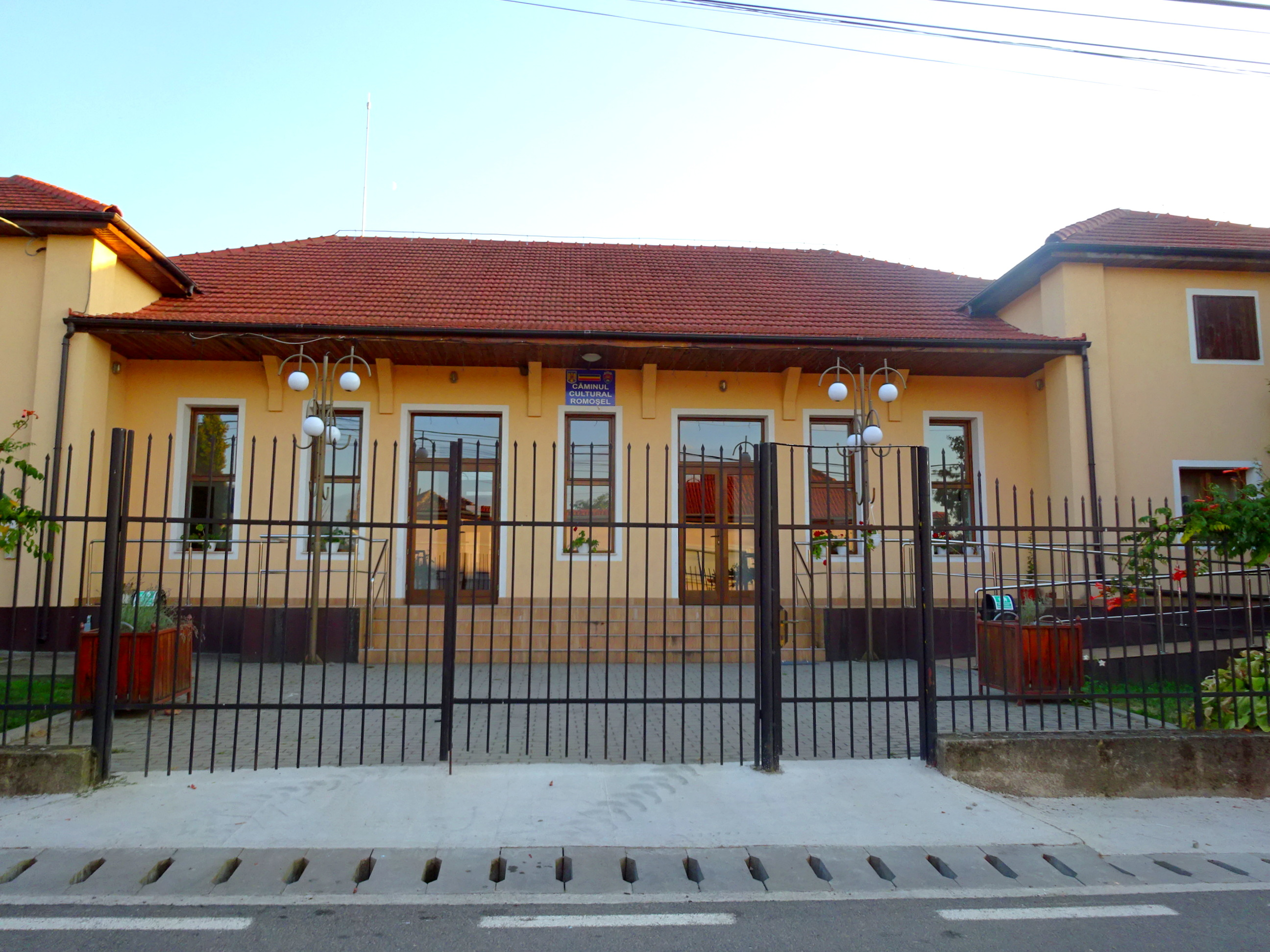
Căminul cultural
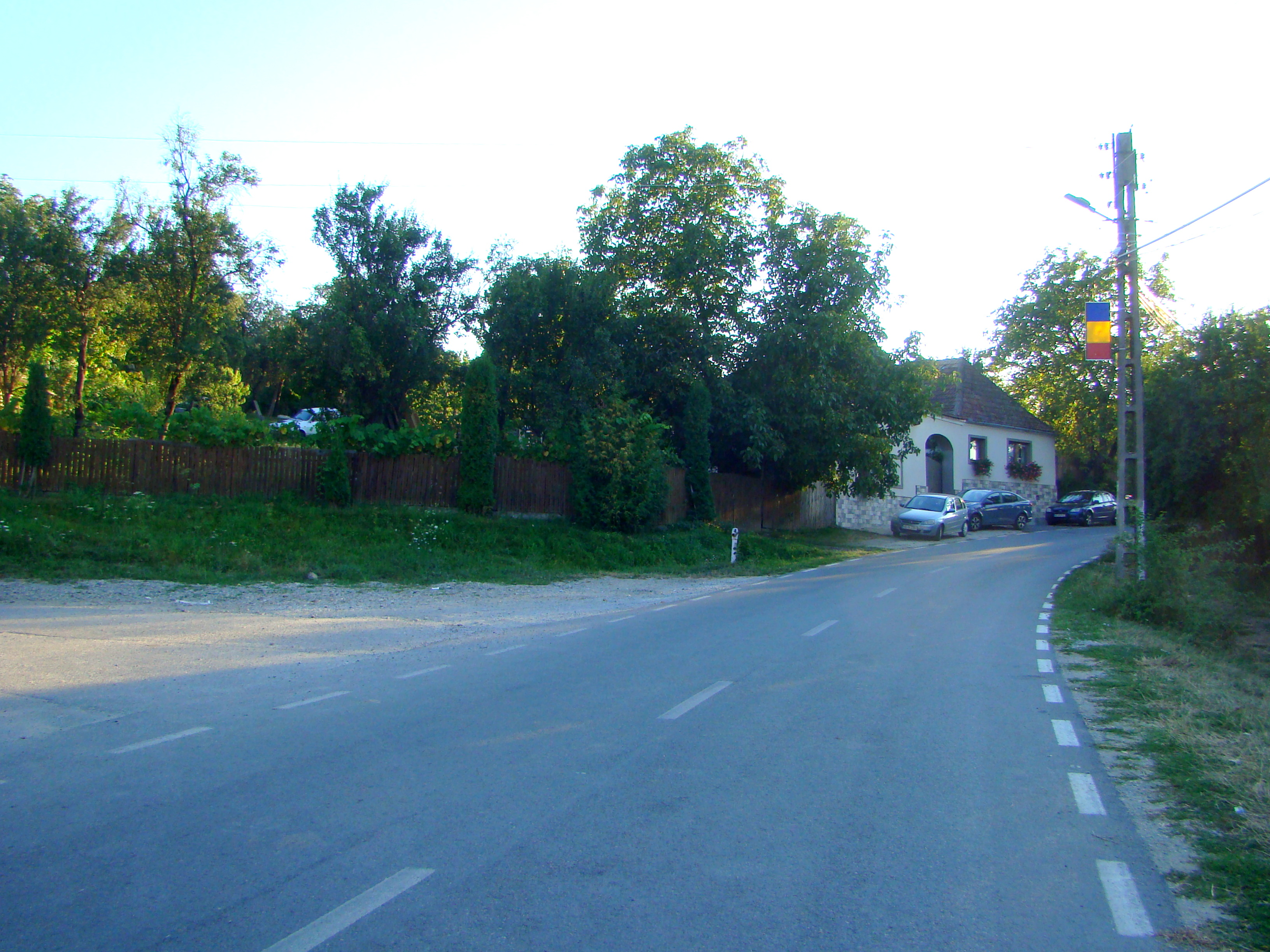
Ieșirea din sat spre Romos